# Pjältån
Pjältån är ett cirka fem kilometer långt vattendrag i Östergötland. Ån avvattnar flera sjöar i Kolmården, bland annat Svängbågen, Övre Vekmangeln och Nedre Vekmangeln, Näknen och Ågelsjön. 
Ån rinner från sjön Näknen genom Graversfors och Skriketorp ner i Hultdalen och vidare mellan Åby och Jursla för att rinna ut i Bråviken vid Loddby. Mellan Näknen, som ligger 56 meter över havet, och Hultdalen faller ån brant och cirka en kilometer nedströms från Näknen har ån skurit sig ner och bildat en ravin, Skriketorpsravinen.
Vid Hultdalen tillkommer ett biflöde, Hultån från Ågelsjön. Ån med biflöden har varit en förutsättning för flera äldre bruk och industrier: Loddby massafabrik, Hults bruk, Stens bruk, och Graversfors bruk samt sågen vid Näkna. Åby sägs ha fått sitt namn efter Pjältån och inte efter Torshagsån, trots att Pjältån till skillnad från Torshagsån går utanför dagens samhälle. 
Den nedre delen av Pjältån hyser ett relativt bra bestånd av reproducerande havsöring. I ån finns även den hotade fisken flodnejonöga.
Ån är reglerad med gamla bruksdammar med sättluckor vid utloppen från de större sjöarna i systemet.